# Міхаель Ламмер
Міхаель Ламмер (нар. 25 березня 1982) — колишній швейцарський тенісист.
Найвищу одиночну позицію світового рейтингу — 150 місце досяг 9 листопада 2009, парну — 213 місце — 2 листопада 2009 року.
Здобув 1 парний титул.
Найвищим досягненням на турнірах Великого шолома було 2 коло в одиночному розряді.
Завершив кар'єру 2015 року.

## Фінали турнірів ATP за кар'єру

### Парний розряд: 1 (1–0)
| Легенда                                     |
| Турніри Великого шлема (0–0)                |
| Фінали Світового туру ATP (0–0)             |
| Серія Мастерс 1000 Світового Туру ATP (0–0) |
| Серія 500 Світового туру ATP (0–0)          |
| Серія 250 Світового туру ATP (1–0)          |

| Результат | W/L | Дата     | Турнір           | Покриття | Партнер          | Суперники                        | Рахунок  |
| --------- | --- | -------- | ---------------- | -------- | ---------------- | -------------------------------- | -------- |
| Перемога  | 1–0 | Сер 2009 | Гштад, Швейцарія | Ґрунт    | Марко К'юдінеллі | Ярослав Левинський Філіп Полашек | 7–5, 6–3 |

## Гра за національну збірну

### Кубок Девіса (4–9)
| Участь у матчах груп |
| -------------------- |
| Світова група (1–6)  |
| Плей-оф СГ (2–2)     |
| Група I (1–1)        |
| Група II (0–0)       |
| Група III (0)        |
| Група IV (0)         |

| Матчів за покриттям |
| ------------------- |
| Тверде (4–6)        |
| Ґрунт (0–3)         |
| Трава (0–0)         |
| Килим (0–0)         |

| Матчів за розрядом     |
| ---------------------- |
| Одиночний розряд (1–8) |
| Парний розряд (3–1)    |

| Матчів за типом корту |
| --------------------- |
| Закритий корт (4–8)   |
| Відкритий корт (0–1)  |

| Матчів за місцем проведення |
| --------------------------- |
| Швейцарія (3–4)             |
| За кордоном (1–5)           |

- ▲ ▼ позначає результат матчу на Кубок Девіса, після чого вказано дату, місце проведення і тип покриття тенісного корту.

| Rubber result                                                                                               | Ранг                                                                                             | Rubber                                                                                           | Тип матчу (партнер, якщо є)                                                                      | Країна-суперниця                                                                                 | Гравець(вці)-суперник(и)                                                                         | Рахунок                                                                                          |
| ▼2–3; 10–12 лютого 2006; SEG Geneva Arena, Женева, Швейцарія; перший раунд Світової групи; ґрунт            | ▼2–3; 10–12 лютого 2006; SEG Geneva Arena, Женева, Швейцарія; перший раунд Світової групи; ґрунт | ▼2–3; 10–12 лютого 2006; SEG Geneva Arena, Женева, Швейцарія; перший раунд Світової групи; ґрунт | ▼2–3; 10–12 лютого 2006; SEG Geneva Arena, Женева, Швейцарія; перший раунд Світової групи; ґрунт | ▼2–3; 10–12 лютого 2006; SEG Geneva Arena, Женева, Швейцарія; перший раунд Світової групи; ґрунт | ▼2–3; 10–12 лютого 2006; SEG Geneva Arena, Женева, Швейцарія; перший раунд Світової групи; ґрунт | ▼2–3; 10–12 лютого 2006; SEG Geneva Arena, Женева, Швейцарія; перший раунд Світової групи; ґрунт |
| --- | ------------------------------------------------------------------------------------------------ | ------------------------------------------------------------------------------------------------ | ------------------------------------------------------------------------------------------------ | ------------------------------------------------------------------------------------------------ | ------------------------------------------------------------------------------------------------ | ------------------------------------------------------------------------------------------------ |
| Поразка | 1                                                                                                | I                                                                                                | Одиночний розряд                                                                                 | Австралія                                                                                        | Петер Лучак                                                                                      | 6–1, 3–6, 0–6, 3–6                                                                               |
| ▲4–1; 8–10 лютого 2008; Bodensee-Arena, Кройцлінген, Швейцарія; перший раунд групи Європа/Африка; тверде    |                                                                                                  |                                                                                                  |                                                                                                  |                                                                                                  |                                                                                                  |                                                                                                  |
| Перемога | 2                                                                                                | III                                                                                              | Парний розряд (з Ївом Аллегро)                                                                   | Польща                                                                                           | Маріуш Фирстенберг / Марцин Матковський                                                          | 6–4, 6–3, 2–6, 6–3                                                                               |
| Поразка | 3                                                                                                | IV                                                                                               | Одиночний розряд (dead rubber)                                                                   | Польща                                                                                           | Давід Олейнічак                                                                                  | 6–3, 2–2 знявся                                                                                  |
| ▲3–2; 18–20 вересня 2009; Centro Sportivo "Valletta Cambiaso", Генуя, Італія; плей-оф Світової групи; ґрунт |                                                                                                  |                                                                                                  |                                                                                                  |                                                                                                  |                                                                                                  |                                                                                                  |
| Поразка | 4                                                                                                | V                                                                                                | Одиночний розряд (dead rubber)                                                                   | Італія                                                                                           | Фабіо Фоніні                                                                                     | 5–7, 6–7(4–7)                                                                                    |
| ▼0–5; 17–19 вересня 2010; Національний тенісний центр, Астана, Казахстан; плей-оф Світової групи; тверде    |                                                                                                  |                                                                                                  |                                                                                                  |                                                                                                  |                                                                                                  |                                                                                                  |
| Поразка | 5                                                                                                | IV                                                                                               | Одиночний розряд (dead rubber)                                                                   | Казахстан                                                                                        | Андрій Голубєв                                                                                   | 3–6, 2–6                                                                                         |
| ▼0–5; 10–12 лютого 2012; Forum Fribourg, Фрібур, Швейцарія; перший раунд Світової групи; ґрунт (з)          |                                                                                                  |                                                                                                  |                                                                                                  |                                                                                                  |                                                                                                  |                                                                                                  |
| Поразка | 6                                                                                                | IV                                                                                               | Одиночний розряд (dead rubber)                                                                   | Сполучені Штати                                                                                  | Раян Гаррісон                                                                                    | 6–7(0–7), 6–7(4–7)                                                                               |
| ▲4–1; 13–15 вересня 2013; Patinoire du Littoral, Невшатель, Швейцарія; плей-оф Світової групи; тверде (з)   |                                                                                                  |                                                                                                  |                                                                                                  |                                                                                                  |                                                                                                  |                                                                                                  |
| Перемога | 7                                                                                                | III                                                                                              | Парний розряд (зі Стеном Вавринкою)                                                              | Еквадор                                                                                          | Еміліо Гомес / Роберто Кірос                                                                     | 6–3, 6–4, 3–6, 6–7(7–9), 6–4                                                                     |
| Перемога | 8                                                                                                | IV                                                                                               | Одиночний розряд (dead rubber)                                                                   | Еквадор                                                                                          | Роберто Кірос                                                                                    | 6–3, 2–6, 6–2                                                                                    |
| ▲3–2; 31 січня – 2 лютого 2014; SPENS, Новий Сад, Сербія; перший раунд Світової групи; тверде (з)           |                                                                                                  |                                                                                                  |                                                                                                  |                                                                                                  |                                                                                                  |                                                                                                  |
| Перемога | 9                                                                                                | III                                                                                              | Парний розряд (з Марко К'юдінеллі)                                                               | Сербія                                                                                           | Філіп Країнович / Ненад Зімоньїч                                                                 | 7–6(9–7), 3–6, 7–6(7–2), 6–2                                                                     |
| Поразка | 10                                                                                               | IV                                                                                               | Одиночний розряд (dead rubber)                                                                   | Сербія                                                                                           | Душан Лайович                                                                                    | 3–6, 6–3, 4–6                                                                                    |
| ▲3–2; 12–14 вересня 2014; Palexpo, Женева, Швейцарія; півфінал Світової групи; тверде (з)                   |                                                                                                  |                                                                                                  |                                                                                                  |                                                                                                  |                                                                                                  |                                                                                                  |
| Поразка | 11                                                                                               | V                                                                                                | Одиночний розряд (dead rubber)                                                                   | Італія                                                                                           | Андреас Сеппі                                                                                    | 4–6, 6–1, 4–6                                                                                    |
| ▼2–3; 6–8 березня 2015; Country Hall du Sart Tilman, Льєж, Бельгія; перший раунд Світової групи; тверде (з) |                                                                                                  |                                                                                                  |                                                                                                  |                                                                                                  |                                                                                                  |                                                                                                  |
| Поразка | 12                                                                                               | II                                                                                               | Одиночний розряд                                                                                 | Бельгія                                                                                          | Стів Дарсі                                                                                       | 3–6, 1–6, 3–6                                                                                    |
| Поразка | 13                                                                                               | III                                                                                              | Парний розряд (з Адрієном Босселем)                                                              | Бельгія                                                                                          | Рубен Бемельманс / Нільс Десайн                                                                  | 6–1, 3–6, 2–6, 2–6                                                                               |

#### Перемоги: 1
| Розіграш          | Збірна Швейцарії                                             | Раунди/суперники                                               |
| ----------------- | ------------------------------------------------------------ | -------------------------------------------------------------- |
| Кубок Девіса 2014 | Роджер Федерер Стен Вавринка Міхаель Ламмер Марко К'юдінеллі | 1р: SUI 3–2 SRB ЧФ: SUI 3–2 KAZ ПФ: SUI 3–2 ITA Ф: SUI 3–1 FRA |